# Doshu
Dōshu (道主) est un titre d'art martial, traduit littéralement par « maître de la voie ».

## Aikido
En aikido par exemple, dōshu est un titre héréditaire réservé au dirigeant de l'Aikikai.
Trois hommes ont à ce jour porté ce titre :
- Morihei Ueshiba, premier porteur de ce titre jusqu'en 1969 ;
- Kisshomaru Ueshiba, de 1969 à 1999 ;
- Moriteru Ueshiba, de 1999 jusqu'à ce jour.

Conformément au système iemoto, lorsque le fondateur de l'aikido Morihei Ueshiba décède en 1969, son descendant Kisshomaru devient le deuxième dōshu et de même, à sa mort en 1999, son fils Moriteru obtient ce titre. Moriteru est destiné à confier son titre de dōshu à son fils, Mitsuteru Ueshiba.